# Nichola Fryday

a Compétitions nationales et continentales officielles uniquement.

b Matchs officiels uniquement.
Dernière mise à jour le 10 mars 2024.
Nichola Fryday, née le 2 juin 1995 dans le Comté d'Offaly (Irlande), est une joueuse internationale irlandaise de rugby à XV qui évolue en deuxième ligne.

## Biographie
Née le 2 juin 1995, elle fait sa scolarité au Kilkenny College qui ne propose pas encore de section féminine de rugby à XV. Elle commence à pratiquer ce sport au Tullamore RFC puis à l'université. Elle a alors 19 ans.
En 2016, elle est sélectionnée avec la province du Connacht. Elle fait ses débuts internationaux avec l'Irlande en novembre de la même année, contre le Canada.
Toutefois, bien qu'elle dispute le Tournoi des Six Nations 2017, elle n'est pas sélectionnée à l'occasion de la Coupe du monde, organisée en Irlande.[réf. nécessaire]
En 2021, alors que son équipe rate la qualification pour la Coupe du monde en Nouvelle-Zélande, elle rejoint le club des Exeter Chiefs, en Championnat d'Angleterre.
Elle est nommée capitaine de l'équipe d'Irlande à l'orée du Six Nations 2022.
Au mois de juillet 2023, elle annonce sa retraite internationale. Sa vie extra sportive lui prend trop de temps pour concilier club et sélection : en effet, elle travaille depuis 2019 au sein du groupe agro-alimentaire Kerry.
En janvier 2024, elle est élue Joueuse irlandaise de l'année 2023. Au mois de mars, elle joue son cinquantième match sous les couleurs des Exeter Chiefs.
Au terme de la saison 2024-2025, après avoir publiquement annoncé ses fiançailles, elle disparait de l'effectif des Chiefs sans la moindre annonce officielle.

## Palmarès

### En club
- Finaliste du championnat d'Angleterre en 2022 et 2023.

### Distinctions personnelles
- Élue Joueuse irlandaise de l'année en 2023.